# Oskar Snorre
Oskar Snorre Olsen Frigast (* 26. Januar 1999) ist ein dänischer Fußballtorwart. Er war dänischer Nachwuchsnationaltorwart.

## Karriere

### Verein
Oskar Snorre kam im Alter von 13 Jahren in die Nachwuchsakademie von Lyngby BK und lief am 11. Februar 2018 beim 1:3 am 20. Spieltag der Saison 2017/18 in der Superliga im Nachbarschaftsduell gegen Brøndby IF erstmals in einem Spiel im Profifußball auf. Nach dem zwölften Platz in der regulären Saison sowie dem letzten Platz in der Abstiegsrunde gelang Lyngby BK in der Relegation der Klassenerhalt, dabei war Oskar Snorre in allen Partien zum Einsatz gekommen. In der folgenden Saison blieb er ohne Einsatz, ungeachtet dessen wurde die Laufzeit seines Vertrages bis 2020 verlängert.

### Nationalmannschaft
War Oskar Snorre 2014 und 2015 für die dänische U16-Nationalmannschaft zum Einsatz gekommen, nahm er mit der U17 an der Europameisterschaft 2016 in Aserbaidschan teil, wo er in allen Partien seiner Mannschaft zum Einsatz kam. Für diese Altersklasse kam er bis 2016 zu zehn Einsätzen. Nach drei Einsätzen für die dänische U18 sowie sechs Spielen für die U19-Nationalmannschaft debütierte Oskar Snorre am 14. November 2018 bei der 1:4-Niederlage im Testspiel in Logroño gegen Spanien für die dänische U21-Nationalelf.